# Verkeerde toeschrijving
Verkeerde toeschrijving, ook wel valse toeschrijving of valse toedichting, is een bedoelde of onbedoelde toekenning van auteurschap aan de verkeerde persoon. Dit komt voor in ruwweg twee vormen:
- Algemene verkeerde toeschrijving wanneer een citaat of werk per ongeluk op grond van verkeerde informatie wordt toegeschreven aan de verkeerde persoon of groep. Dit kan soms eeuwenlang het geval zijn en derhalve een traditie worden.
- Een specifieke drogreden waarbij iemand die iets betoogt een onrechtmatig beroep doet op een irrelevante, ongekwalificeerde, ongeïdentificeerde, bevooroordeelde of verzonnen bron ter ondersteuning van een argument.[1]

## Onjuiste bronidentificatie
Een bepaalde vorm van verkeerde toeschrijving is het Mattheuseffect. Een citaat wordt vaak toegeschreven aan een beroemder iemand dan de eigenlijke auteur. Dit leidt er vervolgens toe dat het citaat populairder wordt, maar dat de echte auteur wordt vergeten. Dergelijke valse toedichtingen kunnen ontstaan als drogreden, als men middels het citeren anderen wil overtuigen door het citaat te verbinden aan een beroemder persoon (of dat nou expres is of per ongeluk door verkeerd herinneren) en het daarmee meer aanzien of autoriteit te verschaffen.
In de joods-christelijke Bijbelwetenschap heet een verkeerd toegeschreven geschrift een pseudepigraaf. Het kan daarbij zowel gaan om een pseudoniem geschrift dat iemand onder een valse naam heeft geschreven (een verzonnen naam of de naam van een bestaand persoon die de auteur zelf niet is), als om een anoniem geschrift dat een latere lezer (meestal een kerkvader) het auteurschap ervan verkeerd toeschrijft aan een persoon die het (waarschijnlijk) niet kan hebben geschreven (bijvoorbeeld omdat de persoon al dood was of niet kon schrijven of niet de taal waarin het geschrift geschreven is machtig was). Zowel in het Oude Testament en Nieuwe Testament als in Apocriefen van het Oude Testament en Apocriefen van het Nieuwe Testament komen pseudepigrafen voor. Met name het nieuwtestamentische auteurschap van de brieven van Paulus wordt al eeuwen ernstig betwijfeld en er bestaat consensus dat alle niet-nieuwtestamentische geschriften die ofwel door de auteur of door latere lezers aan de apostel Paulus zijn toegeschreven niet van zijn hand zijn.

## Drogreden
Een frauduleuze betoger zo ver gaan dat hij een bron verzint om zo een bewering te onderbouwen. Zo was het "Levitt Institute" een neporganisatie die in september 2009 was opgericht met als enige doel om de Australische media (met succes) te misleiden dat zij onder meer zouden rapporteren dat Sydney de meest naïeve stad van het land was en Melbourne de meest skeptische.
Quote mining is een vorm van valse toeschrijving omdat het de woorden van een auteur verdraait en zo expres een andere betekenis geeft dan hij heeft bedoeld. Er kan derhalve gesteld worden dat het resultaat niet meer van de auteur is maar van de quote miner.

## Verder lezen
- Garson O'Toole (2017). Hemingway Didn't Say That: The Truth Behind Familiar Quotations. Little A. ISBN 978-1503933408.